# Badagoan
Badagoan is een nagar panchayat (plaats) in het district Shajapur van de Indiase staat Madhya Pradesh. 

## Demografie
Volgens de Indiase volkstelling van 2001 wonen er 6.566 mensen in Badagoan, waarvan 52% mannelijk en 48% vrouwelijk is. De plaats heeft een alfabetiseringsgraad van 46%. 